# Suore dello Spirito Santo (Mammolshain)
Le Suore dello Spirito Santo (in inglese Holy Spirit Sisters) sono un istituto religioso femminile di diritto pontificio.

## Storia
È uno degli istituti raggruppati nell'Opus Spiritus Sancti, fondato dal sacerdote Bernhard Bendel nella diocesi tedesca di Limburgo. I primi membri del gruppo femminile dell'opera si radunarono a Mammolshain il 21 aprile 1950 e scelsero il 28 maggio successivo, giorno di Pentecoste, come data fondativa della loro comunità.
La congregazione fu canonicamente eretta in società di vita apostolica di diritto diocesano il 17 ottobre 1986 e 4 maggio 2010 divenne di diritto pontificio.

## Attività e diffusione
Le suore coltivano soprattutto l'incontro spirituale e formativo.
Oltre che in Germania, sono presenti in Filippine, India, Kenya, Malawi, Stati Uniti d'America, Tanzania, Uganda; la sede generalizia è a Mammolshain, presso Königstein im Taunus.
Alla fine del 2015 l'istituto contava 492 religiose in 65 case.